# Edwin ap Hywel
Edwin ap Hywel va ser un rei de Deheubarth que visqué al segle x.
En morir el seu pare Hywel Dda el 950, Deheubarth va ser dividit entre Edwin i els seus dos germans, Rhodri i Owain. Els fills de Hywel no pogueren retenir el regne de Gwynedd, que passà a la dinastia tradicional d'Aberffraw en les persones de Iago ap Idwal i Ieuaf ap Idwal, els fills d'Idwal Foel.
En l'any 952 Iago i Ieuaf envaïren el sud, arribant fins a Dyfed. Els fills de Hywel els correspongueren envaint el nord dos anys més tard, i assolint un punt tan llunyà com la vall del Conwy abans que no fossin derrotats en una batalla a Llanrwst i hagueren de retirar-se a Ceredigion.